# Regiment Grenadierów Sandomierskich

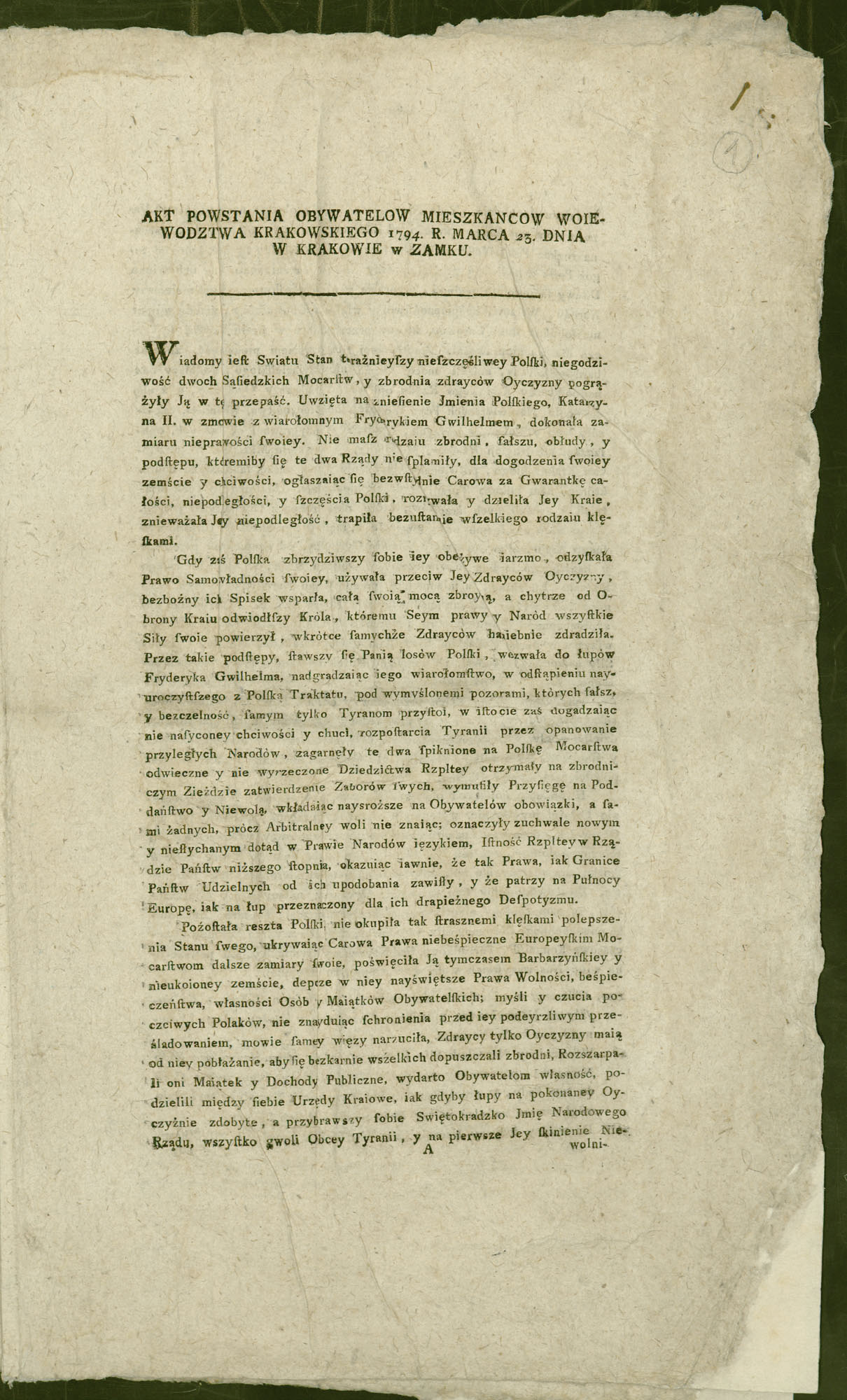
Akt powstania kościuszkowskiego 24 marca 1794

Regiment Grenadierów Sandomierskich – polski oddział piechoty wchodzący w skład wojsk powstańczych okresu insurekcji kościuszkowskiej.
Został sformowany na przełomie marca i kwietnia 1794. Jego dowódcą został ppłk Kirkor.
Podobnie jak oba regimenty grenadierów krakowskich i regiment grenadierów lubelskich nie był typowym regimentem grenadierskim. Zaszczytna nazwa została mu nadana jedynie dla podniesienia morale żołnierzy.
Oddział nigdy nie osiągnął ani przewidzianej liczebności ani jednolitości umundurowania.